# Kenneth Clatterbaugh
Kenneth C. Clatterbaugh (* 20. Jahrhundert) ist ein US-amerikanischer Philosoph und Professor emeritus an der University of Washington in Seattle.
Kenneth Clatterbaug promovierte (Ph.D.) 1967 an der Indiana University und lehrte seitdem Philosophie an der University of Washington. Von 1996 bis 2011 leitete er die philosophische Fakultät. Schwerpunkte in der Lehre waren anfangs Alte Philosophie, Wissenschaftsphilosophie und Logik, später Moderne Philosophie, Sozialphilosophie und Geschlechterforschung, in den letzten Jahren lehrte er Religionsphilosophie. 2012 wurde Kenneth Clatterbaug emeritiert und hat seitdem die Joff Hanauer-Ehrenprofessur (Joff Hanauer Honors Professor in Western Civilization) inne.

## Werke
- The Causation Debate in Modern Philosophy, 1637–1739. Routledge, New York/London 1999, ISBN 0-415-91476-0.[2][3]
- Contemporary Perspectives on Masculinity: Men, Women, and Politics in Modern Society. 1. Auflage 1990, 2. Aufl. Westview Press, Boulder 1997, ISBN 0-8133-2701-6.[4]
- Leibniz's doctrine of individual accidents, Franz Steiner Verlag, Wiesbaden 1973, ISBN 978-3-515-00274-5

Fachartikel (Auswahl)
- Men's Rights, in: Flood//Gardiner/Pease/Pringle (Hrsg.): International Encyclopedia of Men and Masculinities, Routledge, London 2007, ISBN 978-0-415-33343-6, S. 430ff
- Literature of the U.S. men's movements, in: Signs. 2000;25(3): 883–894
- What is problematic about masculinities?, in:  Men and Masculinities. 1999;2(2), S. 24–45. (abstract)
- Cartesian Causality, Explanation, and Divine Concurrence, in:  History of Philosophy Quaterly 12 (1995): 195–206.